# Wahl zum Schwedischen Reichstag 1970
- VPK: 17
- S: 163
- C: 71
- FP: 58
- M: 41

Die Wahl zum Schwedischen Reichstag 1970 fand am 20. September 1970 statt.
Es war die erste Wahl nach Einführung des Einkammersystems. Außerdem wurde ab dieser Wahl die planmäßige Länge einer Legislaturperiode von vier auf drei Jahre verkürzt.

## Wahlergebnis
Die Sozialdemokraten traten unter Führung von Ministerpräsident Olof Palme an, der das Amt 1969 von Tage Erlander (seit 1946) übernommen hatte. Nach vier Wahlen mit Zugewinnen verloren die Sozialdemokraten erstmals wieder Stimmen. Von den Verlusten konnte zum einen die Zentrumspartei profitieren, was u. a. auf die einsetzende Atomkraftdebatte zurückgeführt worden ist. Das Zentrum profilierte sich mit atomenergiekritischen Aussagen. Auch die Liberalen erzielten Zugewinne und konnten sich als drittgrößte Partei behaupten. Unter dem neuen Namen Moderata samlingspartiet erzielten die Konservativen mit 11,5 Prozent ihr historisch schlechtestes Ergebnis. Die Kommunisten gewannen hinzu und kehrten massiv gestärkt ins Parlament zurück. Die Christdemokraten konnten hingegen erneut keine Mandate erobern.
Die Sozialdemokraten verloren ihre absolute Mehrheit im Parlament und bildeten eine Minderheitsregierung.
| Partei             | Partei                                           | Vorsitzender           | Stimmen   | Stimmen | Stimmen | Sitze |
| Partei             | Partei                                           | Vorsitzender           | Anzahl    | %       | +/−     | Sitze |
| ------------------ | ------------------------------------------------ | ---------------------- | --------- | ------- | ------- | ----- |
|                    | Sozialdemokratische Arbeiterpartei Schwedens (S) | Olof Palme             | 2.256.369 | 45,34   | −4,78   | 163   |
|                    | Zentrumspartei (C)                               | Gunnar Hedlund         | 991.208   | 19,91   | +3,78   | 71    |
|                    | Volkspartei (FP)                                 | Gunnar Helén           | 806.667   | 16,21   | +1,20   | 58    |
|                    | Moderate Sammlungspartei (M)                     | Yngve Holmberg         | 573.812   | 11,53   | −2,35   | 41    |
|                    | Linkspartei Kommunisten (V)                      | Carl-Henrik Hermansson | 258.432   | 4,75    | +1,74   | 17    |
|                    | Christliche Demokratische Sammlungsbewegung (KD) | Birger Ekstedt         | 73.844    | 1,80    | +0,30   | —     |
|                    | Sonstige                                         | Sonstige               | 21.972    | 0,46    | —       | —     |
|                    | Gesamt                                           | Gesamt                 | 4.977.336 | 100,00  |         | 350   |
| Wahlberechtigte    | Wahlberechtigte                                  | Wahlberechtigte        | 5.645.804 |         |         |       |
| Wahlbeteiligung    | Wahlbeteiligung                                  | Wahlbeteiligung        | 88,30 %   |         |         |       |
| Abgegebene Stimmen | Abgegebene Stimmen                               | Abgegebene Stimmen     | 4.984.207 |         |         |       |
| Ungültige Stimmen  | Ungültige Stimmen                                | Ungültige Stimmen      | 6.871     |         |         |       |
| Quelle:            |                                                  |                        |           |         |         |       |